# Вулиця Сосюри (Лисичанськ)
Ву́лиця Сосю́ри (раніше вул. Све́рдлова) — вулиця, що перетинає увесь новий центр міста Лисичанська. Знаходиться між вулицями Машинобудівельників і Першотравневою. Нумерація будинків ведеться від вулиці Машинобудівельників.

## Походження назви
За часів Радянського Союзу і тривалий час уже в часи Незалежності України вулиця носила назву на честь російського та радянського політичного й державного діяча, революціонера, більшовика, члена ЦК РСДРП(б), РКП(б) та голови ВЦВК — Якова Свердлова.
25 вересня 2015 року, у зв'язку із виконанням Закону про засудження комуністичного та націонал-соціалістичного (нацистського) тоталітарних режимів в Україні та заборону пропаганди їхньої символіки, Лисичанською міською радою було прийнято рішення про перейменування вулиці імені Якова Свердлова на честь українського письменника Володимира Сосюри.

## Опис вулиці
Довжина вулиці — 7190 метрів. Покриття — асфальт. Починається від вулиці Машинобудівельників і закінчується на перехресті з вулицею Першотравневою. Напрям з південного сходу на північний захід.
Від початку до вулиці примикають вулиця Індустріальна (після будинку №18), вулиця Виробнича (після будинку №56), вулиця Голікова (після будинку №74), вулиця Робоча (після будинку №92), вулиця Відродження (після будинку №110), після цього до вулиці примикає провулок Алтайський з парної сторони і вулиця Республіканська з іншої (після будинку №130), далі вулиця Рєпіна (після будинку №63), потім вулицю Сосюри перетинає вулиця Максима Рильского (після будинку №136), знов примикають вулиця ОДПУ (після будинку №69), Крупської (після будинку №75), Гризодубової (після будинку №79), Лермонтова (після будинку №87), Грибоєдова (після будинку №93), Тичини (після будинку №182), Тургенєва (після будинку №103), Белінського (після будинку №115), вулиця Хмельницька з парної сторони і Короленка з іншої (після будинку №127), вулиця Шахтарська (після будинку №129), Полтавська (після будинку №131), перетинається з вулицею Кронштадською (після будинку №135), примикає вулиця Станіславського (після будинку №147), перетинається з вулицею Шевченка (після будинку №161), Василя Стуса (після будинку №177) та 9 Травня (після будинку №197), примикає вулиця Докучаєва (після будинку №304), Футбольна (після будинку №199), вулиця Сєдова з парної сторони та Краснодарська з іншої (після будинку №310), вулиця Декабристів (після будинку №328), перетинається з вулицею Гарібальді (після будинку №247), Сєвєродонецькою (після будинку №352), Менделєєва (після будинку №354), Соборною (після будинку №358), Григорія Сковороди (після будинку №360), Ігоря Сікорського (після будинку №368), Глінки (після будинку №370), примикає вулиця Газовиків (після будинку №422), Пирогова (після будинку №347), Будівельників (після будинку №432), Балтійська (після будинку №434) та Житомирська (після будинку №377).
Автомобільний рух — три смуги в напрямку півночі, одна (дві на ділянці з двостороннім рухом) у напрямоку півдня. Напрямок руху від початку вулиці до Алтайського провулку — тільки на південь, від Алтайського провулку до Футбольної вулиці — двосторонній, від вулиці Чубаря до кінця — тільки на північ (але двосторонній для громадського транспорту). Дорожня розмітка — присутня. Світлофори є на перехрестях із вулицею 9 Травня, вулицею Гарібальді, Менделєєва, Григорія Сковороди та вулицею Першотравневою. Асфальтовані тротуари всюди, окрім декількох ділянок біля одноповерхової забудови.
Забудова різноманітна. Починаючи від приватних будинків та двоповерхівок, закінчуючи хрущовками та дев'ятиповерхівками. Також, саме на вулиці Сосюри знаходиться одна з двох десятиповерхівок міста (будинок №372).

## Будинки і споруди

### Парна сторона
- Будинки № 8, 10, 12, 14, 16, 18, 20 — «Бельгійські будинки». Пам'ятка архітектури кінця XIX ст.
- Будинок № 152 — Торговельно-виставочний комплекс «Свет».
- Будинок № 168 — Міське управління водоканалу.
- Будинок № 278 — Дорожно-експлуатаційне управління.
- Будинок № 306 — Культурно-спортивний оздоровчий комплекс «Богатырь».
- Будинок № 320 — Диспансерне відділення Лисичанської психіатричної лікарні.
- Будинок № 324 — Лисичанське міське управління ГУ МНС, СДПЧ № 20.
- Будинок № 330 — Одна з будівель Центрального ринку Лисичанська.
- Будинок № 350 — Торговельний комплекс «Радость».
- Будинок № 354 — Торговельний комплекс «Октал».
- Будинок № 436 — Автомобільні ремонтні майстерні.

### Непарна сторона
- Будинок № 3 — Професійно-технічне училище кухарства та електрики.
- Будинок № 271 — Супермаркет «АТБ».
- Будинок № 273, 275 — Гуртожитки Лисичанського гірничого технікуму.
- Будинок № 277 — Лисичанський багатопрофільний ліцей.
- Будинок № 343А — Парк атракціонів «Максим-парк».
- Будинок № 347 — Державна податкова інспекція, Управління пенсійного фонду України та Фонд страхування від нещасних випадків на виробництві та професійних захворювань.
- Будинок № 351 — Магазин чоловічого одягу «Сержи».

## Пам'ятники
- Тим, хто пройшов горнило Чорнобиля — на подвір'ї міського управління ГУ МНС.

## Транспорт
Вулиця Сосюри є однією з найважливіших вулиць міста. Нею проходять майже всі маршрути громадського транспорту.

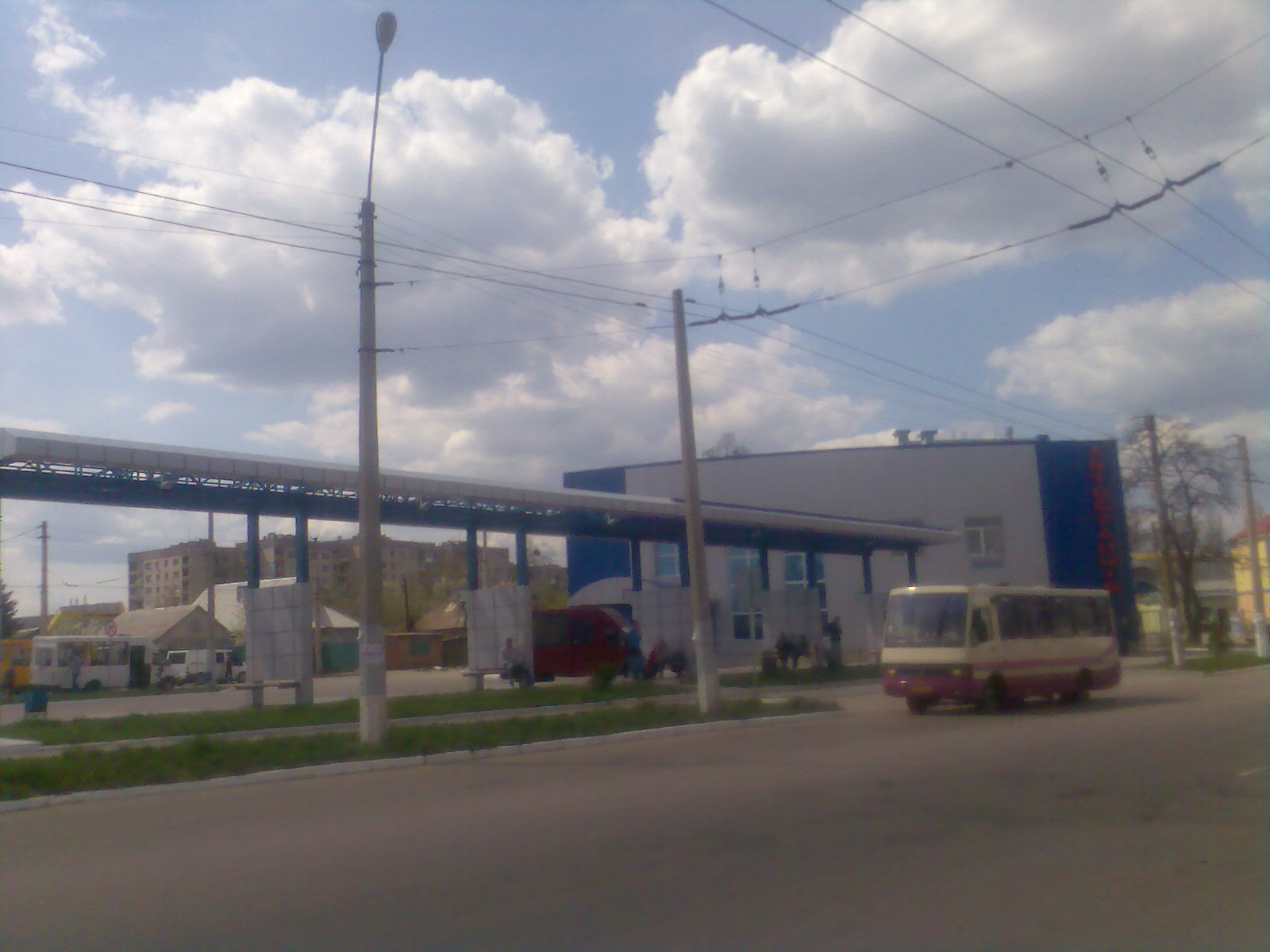
Зупинка «Центральний ринок» навпроти Автостанції №2

### Тролейбус
- Маршрут №1 (Завод «Пролетарій» — Цегельний завод)
  - ↔ Зупинка Цегельний завод знаходиться на розворотному кільці на перехресті з вулицею Республіканською.
  - ↔ Зупинка Клуб ім. Войкова (Міськводоканал) знаходиться біля перехрестя з вулицею Сєверова.
  - ↔ Зупинка Тролейбусне управління знаходиться біля перехрестя з вулицями Хмельницької та Короленка.
  - ↔ Зупинка вулиця Кронштадська знаходиться відповідно біля перехрестя з вулицею Кронштадською.
  - ↔ Зупинка Дорожнє управління знаходиться у 100 метрах від перехрестя з вулицею Шевченка.
  - ↔ Зупинка Стадіон «Шахтар» знаходиться біля перехрестя з вулицею Докучаєва.
  - ↔ Зупинка Центральний ринок знаходиться на розворотному кільці у 225 метрах від вулиці Сєдова.
  - ↔ Зупинка вулиця Менделєєва знаходиться відповідно біля перехрестя з вулицею Менделєєва.
  - ↔ Зупинка ШБУ знаходиться у 330 метрах від перехрестя з вулицею Григорія Сковороди.
  - ↔ Зупинка Вуглерозвідка знаходиться біля перехрестя з вулицею Глінки.
  - ↔ Зупинка Лікарня ім. Титова (Автостанція) знаходиться у 80 метрах від перехрестя з вулицею Пирогова.
  - ↔ Зупинка Супутник знаходиться у 50 метрах від перехрестя з вулицею Балтійською.
  - → Зупинка Поворот Мельникова знаходиться біля перехрестя з вулицею Першотравневою.

- Маршрут №3 (Центральний ринок — Школа №3)
  - ↔ Зупинка Цегельний завод знаходиться на розворотному кільці на перехресті з вулицею Республіканською.
  - ↔ Зупинка Клуб ім. Войкова (Міськводоканал) знаходиться біля перехрестя з вулицею Сєверова.
  - ↔ Зупинка Тролейбусне управління знаходиться біля перехрестя з вулицями Хмельницької та Короленка.
  - ↔ Зупинка вулиця Кронштадська знаходиться відповідно біля перехрестя з вулицею Кронштадською.
  - ↔ Зупинка Дорожнє управління знаходиться у 100 метрах від перехрестя з вулицею Шевченка.
  - ↔ Зупинка Стадіон «Шахтар» знаходиться біля перехрестя з вулицею Докучаєва.
  - ↔ Зупинка Центральний ринок знаходиться на розворотному кільці у 225 метрах від вулиці Сєдова.

### Автобус
- Маршрут №107 (Центральний ринок — Дібровка)
  - ↔ Зупинка вулиця Менделєєва знаходиться відповідно біля перехрестя з вулицею Менделєєва.
  - ↔ Зупинка ШБУ знаходиться у 330 метрах від перехрестя з вулицею Григорія Сковороди.
  - ↔ Зупинка Вуглерозвідка знаходиться біля перехрестя з вулицею Глінки.
  - ↔ Зупинка Лікарня ім. Титова (Автостанція) знаходиться у 80 метрах від перехрестя з вулицею Пирогова.
  - ↔ Зупинка Супутник знаходиться у 50 метрах від перехрестя з вулицею Балтійською.
  - ← Зупинка Поворот Мельникова знаходиться біля перехрестя з вулицею Першотравневою.

- Маршрут №109 (Центральний ринок — ГТВ)
  - ↔ Зупинка Цегельний завод знаходиться на розворотному кільці на перехресті з вулицею Республіканською.
  - ↔ Зупинка Клуб ім. Войкова (Міськводоканал) знаходиться біля перехрестя з вулицею Сєверова.
  - ↔ Зупинка Тролейбусне управління знаходиться біля перехрестя з вулицями Хмельницької та Короленка.
  - ↔ Зупинка вулиця Кронштадська знаходиться відповідно біля перехрестя з вулицею Кронштадською.
  - ↔ Зупинка Дорожнє управління знаходиться у 100 метрах від перехрестя з вулицею Шевченка.
  - ↔ Зупинка Стадіон «Шахтар» знаходиться біля перехрестя з вулицею Докучаєва.
  - ↔ Зупинка Центральний ринок знаходиться на розворотному кільці напроти вулиці Сєдова.

### Маршрутні таксі
- Маршрут №101 (Центральний ринок — Чорноморка)
  - ← Зупинка Клуб ім. Войкова (Міськводоканал) знаходиться біля перехрестя з вулицею Сєверова.
  - ← Зупинка Тролейбусне управління знаходиться біля перехрестя з вулицями Хмельницької та Короленка.
  - ← Зупинка вулиця Кронштадська знаходиться відповідно біля перехрестя з вулицею Кронштадською.
  - ← Зупинка Дорожнє управління знаходиться у 100 метрах від перехрестя з вулицею Шевченка.
  - ← Зупинка Стадіон «Шахтар» знаходиться біля перехрестя з вулицею Докучаєва.
  - ↔ Зупинка Центральний ринок знаходиться на розворотному кільці напроти вулиці Сєдова.

- Маршрут №102 (Центральний ринок — Військкомат)
  - → Зупинка Центральний ринок знаходиться на розворотному кільці у 225 метрах від вулиці Сєдова.
  - → Зупинка вулиця Менделєєва знаходиться відповідно біля перехрестя з вулицею Менделєєва.
  - → Зупинка ШБУ знаходиться у 330 метрах від перехрестя з вулицею Григорія Сковороди.
  - → Зупинка Вуглерозвідка знаходиться біля перехрестя з вулицею Глінки.
  - → Зупинка Лікарня ім. Титова (Автостанція) знаходиться у 80 метрах від перехрестя з вулицею Пирогова.
  - → Зупинка Супутник знаходиться у 50 метрах від перехрестя з вулицею Балтійською.
  - → Зупинка Поворот Мельникова знаходиться біля перехрестя з вулицею Першотравневою.

- Маршрут №106 (Центральний ринок — Березове)
  - → Зупинка вулиця Менделєєва знаходиться відповідно біля перехрестя з вулицею Менделєєва.
  - → Зупинка Зодіак знаходиться біля перехрестя з вулицею Григорія Сковороди.
  - → Зупинка ШБУ знаходиться в 330 метрах від перехрестя з вулицею Григорія Сковороди.
  - → Зупинка Вуглерозвідка знаходиться біля перехрестя з вулицею Глінки.
  - → Зупинка Лікарня ім. Титова (Автостанція) знаходиться у 80 метрах від перехрестя з вулицею Пирогова.
  - → Зупинка Супутник знаходиться у 50 метрах від перехрестя з вулицею Балтійською.

- Маршрут №109 (Центральний ринок — ГТВ)
  - ↔ Зупинка Цегельний завод знаходиться на розворотному кільці на перехресті з вулицею Республіканською.
  - ↔ Зупинка Клуб ім. Войкова (Міськводоканал) знаходиться біля перехрестя з вулицею Сєверова.
  - ↔ Зупинка Тролейбусне управління знаходиться біля перехрестя з вулицями Хмельницької та Короленка.
  - ↔ Зупинка вулиця Кронштадська знаходиться відповідно біля перехрестя з вулицею Кронштадською.
  - ↔ Зупинка Дорожнє управління знаходиться у 100 метрах від перехрестя з вулицею Шевченка.
  - ↔ Зупинка Стадіон «Шахтар» знаходиться біля перехрестя з вулицею Докучаєва.
  - ↔ Зупинка Центральний ринок знаходиться на розворотному кільці напроти вулиці Сєдова.

- Маршрут №111 (Центральний ринок — Завод «Пролетарій»)
  - ↔ Зупинка Центральний ринок знаходиться на розворотному кільці у 225 метрах від вулиці Сєдова.
  - ↔ Зупинка вулиця Менделєєва знаходиться відповідно біля перехрестя з вулицею Менделєєва.
  - → Зупинка Зодіак знаходиться біля перехрестя з вулицею Григорія Сковороди.
  - ↔ Зупинка ШБУ знаходиться у 330 метрах від перехрестя з вулицею Григорія Сковороди.
  - ↔ Зупинка Вуглерозвідка знаходиться біля перехрестя з вулицею Глінки.
  - ↔ Зупинка Лікарня ім. Титова (Автостанція) знаходиться у 80 метрах від перехрестя з вулицею Пирогова.
  - ↔ Зупинка Супутник знаходиться у 50 метрах від перехрестя з вулицею Балтійською.
  - ← Зупинка Поворот Мельникова знаходиться біля перехрестя з вулицею Першотравневою.

- Маршрут №112 (Центральний ринок — Склозавод)
  - ↔ Зупинка Цегельний завод знаходиться на розворотному кільці на перехресті з вулицею Республіканською.
  - ↔ Зупинка Клуб ім. Войкова (Міськводоканал) знаходиться біля перехрестя з вулицею Сєверова.
  - ↔ Зупинка Тролейбусне управління знаходиться біля перехрестя з вулицями Хмельницької та Короленка.
  - ↔ Зупинка вулиця Кронштадська знаходиться відповідно біля перехрестя з вулицею Кронштадською.
  - ↔ Зупинка Дорожнє управління знаходиться у 100 метрах від перехрестя з вулицею Шевченка.
  - ↔ Зупинка Стадіон «Шахтар» знаходиться біля перехрестя з вулицею Докучаєва.
  - ← Зупинка Центральний ринок знаходиться на розворотному кільці напроти вулиці Сєдова.

- Маршрут №116 (Завод «Пролетарій» — ГТВ)
  - ↔ Зупинка Цегельний завод знаходиться на розворотному кільці на перехресті з вулицею Республіканською.
  - ↔ Зупинка Клуб ім. Войкова (Міськводоканал) знаходиться біля перехрестя з вулицею Сєверова.
  - ↔ Зупинка Тролейбусне управління знаходиться біля перехрестя з вулицями Хмельницької та Короленка.
  - ↔ Зупинка вулиця Кронштадська знаходиться відповідно біля перехрестя з вулицею Кронштадською.
  - ↔ Зупинка Дорожнє управління знаходиться в 100 метрах від перехрестя з вулицею Шевченка.
  - ↔ Зупинка Стадіон «Шахтар» знаходиться біля перехрестя з вулицею Докучаєва.
  - ↔ Зупинка Центральний ринок знаходиться на розворотному кільці у 225 метрах від вулиці Сєдова.
  - ↔ Зупинка вулиця Леніна знаходиться відповідно біля перехрестя з вулицею Менделєєва.
  - ← Зупинка Зодіак знаходиться біля перехрестя з вулицею Григорія Сковороди.
  - ↔ Зупинка ШБУ знаходиться у 330 метрах від перехрестя з вулицею Григорія Сковороди.
  - ↔ Зупинка Вуглерозвідка знаходиться біля перехрестя з вулицею Глінки.
  - ↔ Зупинка Лікарня ім. Титова (Автостанція) знаходиться у 80 метрах від перехрестя з вулицею Пирогова.
  - ↔ Зупинка Супутник знаходиться в 50 метрах від перехрестя з вулицею Балтійською.
  - → Зупинка Поворот Мельникова знаходиться біля перехрестя з вулицею Першотравневою.

- Маршрут №191 (Центральний ринок — ГТВ (через Склозавод))
  - ↔ Зупинка Цегельний завод знаходиться на розворотному кільці на перехресті з вулицею Республіканською.
  - ↔ Зупинка Клуб ім. Войкова (Міськводоканал) знаходиться біля перехрестя з вулицею Сєверова.
  - ↔ Зупинка Тролейбусне управління знаходиться біля перехрестя з вулицями Хмельницької та Короленка.
  - ↔ Зупинка вулиця Кронштадська знаходиться відповідно біля перехрестя з вулицею Кронштадською.
  - ↔ Зупинка Дорожнє управління знаходиться у 100 метрах від перехрестя з вулицею Шевченка.
  - ↔ Зупинка Стадіон «Шахтар» знаходиться біля перехрестя з вулицею Докучаєва.
  - ↔ Зупинка Центральний ринок знаходиться на розворотному кільці напроти вулиці Сєдова.